# Барашевське сільське поселення
Бара́шевське сільське поселення (рос. Барашевское сельское поселение) — муніципальне утворення у складі Теньгушевського району Мордовії, Росія. Адміністративний центр — селище Барашево.

## Історія
Станом на 2002 рік існували Барашевська сільська рада (селище Барашево) та Хлібинська сільська рада (село Хлібино, присілки Білорамино, Івановка, Клемещей).
26 травня 2014 року ліквідоване Хлібинське сільське поселення (село Хлібино, присілки Білорамино, Івановка, Клемещей) було включено до складу Куликовського сільського поселення.

## Населення
Населення — 2673 особи (2019, 3086 у 2010, 4146 у 2002).

## Склад
До складу поселення входять такі населені пункти:
| Населений пункт      | Населення, осіб (2002) | Населення, осіб (2010) |
| -------------------- | ---------------------- | ---------------------- |
| Барашево, селище     | 3736                   | 2777                   |
| Білорамино, присілок | 30                     | 9                      |
| Івановка, присілок   | 72                     | 24                     |
| Клемещей, присілок   | 83                     | 48                     |
| Хлібино, село        | 225                    | 228                    |